# Pensionnaire de la Comédie-Française
Les pensionnaires de la Comédie-Française sont engagés par l'administrateur général et font partie de la troupe de la Comédie-Française. Après au moins un an de présence, ils peuvent être proposés au sociétariat par le Comité d'administration : ils deviennent alors sociétaires.

## XVIIIesiècle
- Jean Pierre Chemin dit Duchemin
- Louis-Jean Pin

## XIXesiècle
- Mlle Agar
- Louise Claudine Prontaut dit Loys Amel[1],[2],[3]
- Marie Delaporte
- Marie Dorval
- Jules Guérin
- Jane Henriot
- Léon Marais (1853-1891)
- Marguerite Moreno
- Paul Veyret
- Maurice Volny

## XXesiècle
- Isabelle Adjani
- Danièle Ajoret
- Pierre Alcover
- Georges Aminel
- Jean-Claude Arnaud
- Michel Aumont
- Georges Baconnet
- Henriette Barreau
- Michel Bernardy
- Eliane Bertrand
- Jeanne Boitel
- Berthe Bovy
- Rachida Brakni
- Nicole Calfan
- René Camoin
- Maria Casarès
- Marcelline Collard
- Myriam Colombi
- François Chaumette
- Jean Deschamps
- Georges Descrières
- Renée Devillers
- Gabrielle Dorziat
- André Dussollier
- Françoise Engel
- Jeanne Even
- Louis Eymond
- Renée Falconetti
- Alain Feydeau
- Michel Galabru
- Denise Gence
- Annie Girardot
- Claude Giraud
- Christian Gonon
- Michèle Grellier
- Denise Grey
- Claudie Guillot
- Gilbert Guiraud
- Catherine Hubeau
- Jean-Louis Jemma
- Françoise Kanel
- Daniel Lecourtois
- Jean-Louis Le Goff
- Javotte Lehmann
- Michel Le Royer
- Nicolas Lormeau
- Jean Marais
- Marco-Béhar
- Geneviève Martinet
- Paul Meurisse
- Jacqueline Morane
- Jeanne Moreau
- Suzanne Nivette
- Line Noro
- Maurice Porterat
- Virginie Pradal
- Bruno Putzulu
- Raoul-Henry
- Henri Rollan
- Marcelle Romée
- Jean-Paul Roussillon
- Catherine Samie
- Hervé Sand
- Pierre-Olivier Scotto
- Jacques Sereys
- Henri Tisot
- François Vibert
- Nelly Vignon
- Magali de Vendeuil
- Marie Versini
- Georges Vitray
- Claude Winter

## XXIesiècle
| Année | Entrée dans la troupe   | Départ de la troupe       | Nomination comme sociétaire |
| ----- | ----------------------- | ------------------------- | --------------------------- |
| 2025  | Morgane Real            | Nâzim Boudjenah           | Danièle Lebrun              |
| 2024  | Jordan Rezgui           | Laurent Lafitte           | Julien Frison               |
|       | Edith Proust            |                           | Marina Hands                |
|       | Thierry Godard          |                           |                             |
| 2023  | Léa Lopez               | Geraldine Martineau       | Jennifer Decker             |
|       | Sefa Yeboah             | Elise Lhomeau             | Anna Cervinka               |
|       | Dominique Parent        |                           |                             |
|       | Baptiste-Chabauty       |                           |                             |
| 2022  | Nicolas Chupin          |                           |                             |
|       | Marie Oppert            |                           |                             |
|       | Adrien Simion           |                           |                             |
| 2021  | Claïna Clavaron         | Rebecca Marder            | Dominique Blanc             |
|       | Séphora Pondi           |                           |                             |
| 2020  | Géraldine Martineau     |                           | Christophe Montenez         |
|       | Marina Hands            |                           | Didier Sandre               |
| 2019  | Birane Ba               | Pierre Hancisse           | Benjamin Lavernhe           |
|       | Clément Bresson         | Elliot Jenicot            |                             |
|       | Elissa Alloula          |                           | Sébastien Pouderoux         |
| 2018  | Jean Chevalier          |                           | Clément Hervieu-Léger       |
|       | Yoann Gasiorowski       |                           |                             |
|       | Elise Lhomeau           |                           |                             |
| 2017  | Gaël Kamilindi          |                           | Georgia Scalliet            |
|       |                         |                           | Jérémy Lopez                |
| 2016  | Dominique Blanc         | Louis Arène               | Suliane Brahim              |
|       | Julien Frison           |                           | Adeline d'Hermy             |
| 2015  | Rebecca Marder          | Pierre Niney              | Stéphane Varupenne          |
|       | Pauline Clément         | Samuel Labarthe           |                             |
|       |                         | Pauline Méreuze           |                             |
|       |                         | Félicien Juttner          |                             |
|       |                         | Benjamin Jungers          |                             |
| 2014  | Anna Cervinka           | Marion Malenfant          | Nicolas Lormeau             |
|       | Christophe Montenez     |                           | Gilles David                |
| 2013  | Noam Morgensztern       | Marie-Sophie Ferdane      |                             |
|       | Claire de La Rüe du Can |                           |                             |
|       | Didier Sandre           |                           |                             |
|       | Pauline Méreuze         |                           |                             |
| 2012  | Marion Malenfant        | Shanhrokh Moshkin Ghalam  | Bakary Sangaré              |
|       | Laurent Lafitte         | Adrien Gamba-Gontard      | Pierre Louis-Calixte        |
|       | Samuel Labarthe         | Aurélien Recoing          | Christian Hecq              |
|       | Louis Arene             | Julie-Marie Parmentier    |                             |
|       | Benjamin Lavernhe       |                           |                             |
|       | Pierre Hancisse         |                           |                             |
|       | Sébastien Pouderoux     |                           |                             |
| 2011  | Elliot Jenicot          | Christian Cloarec         | Serge Bagdassarian          |
|       | Jennifer Decker         | Grégory Gadebois          | Hervé Pierre                |
|       | Danièle Lebrun          | décès d'Hélène Surgère    |                             |
| 2010  | Adeline d'Hermy         | décès de Madeleine Marion | Loïc Corbery                |
|       | Jérémy Lopez            |                           | Léonie Simaga               |
|       | Pierre Niney            |                           |                             |
|       | Julie-Marie Parmentier  |                           |                             |
|       | Félicien Juttner        |                           |                             |
|       | Aurélien Recoing        |                           |                             |
|       | Hélène Surgère          |                           |                             |
|       | Nâzim Boudjenah         |                           |                             |
| 2009  | Georgia Scalliet        | décès de Roger Mollien    | Christian Gonon             |
|       | Suliane Brahim          | Judith Chemla             | Julie Sicard                |
| 2008  | Christian Hecq          |                           |                             |
| 2007  | Gilles David            | Marina Hands              | Laurent Natrella            |
|       | Adrien Gamba-Gontard    |                           | Michel Vuillermoz           |
|       | Stéphane Varupenne      |                           | Elsa Lepoivre               |
|       | Benjamin Jungers        |                           |                             |
|       | Marie-Sophie Ferdane    |                           |                             |
|       | Hervé Pierre            |                           |                             |
|       | Serge Bagdassarian      |                           |                             |
| 2006  | Pierre Louis-Calixte    | Audrey Bonnet             |                             |
|       | Marina Hands            |                           |                             |
|       | Grégory Gadebois        |                           |                             |
| 2005  | Clément Hervieu-Léger   |                           | Guillaume Gallienne         |
|       | Loïc Corbery            |                           | Pierre Vial                 |
|       | Léonie Simaga           |                           |                             |
| 2004  |                         |                           | Céline Samie                |
|       |                         |                           | Clotilde de Bayser          |
|       |                         |                           | Jérôme Pouly                |
|       |                         |                           | Laurent Stocker             |
| 2003  | Elsa Lepoivre           |                           |                             |
|       | Michel Vuillermoz       |                           |                             |
|       | Audrey Bonnet           |                           |                             |
| 2002  | Madeleine Marion        |                           |                             |
|       | Bakary Sangaré          |                           | Françoise Gillard           |
|       |                         |                           | Alexandre Pavloff           |
| 2001  | Julie Sicard            |                           |                             |
|       | Laurent Stocker         |                           |                             |